# فریدریش آرنولت
فریدریش آرنولت (آلمانی: Friedrich Arnold؛ ‏ آلمانی: [ˈaʁnɔlt]؛ ‏ ۸ ژانویهٔ ۱۸۰۳ – ۵ ژوئیهٔ ۱۸۹۰) فیزیولوژیست، کالبدشناس و استاد دانشگاه اهل آلمان بود.
وی دانش‌آموختهٔ رشتهٔ پزشکی در دانشگاه هایدلبرگ بود و سالها بعد دانشیار همی دانشگاه شد. او از سال ۱۸۳۵ در دانشگاه زوریخ و دانشگاه فرایبورگ و دانشگاه توبینگن مشغول به تدریس شد و در سال ۱۸۵۲ در مقام استاد فیزیولوژی به دانشگاه هایدلبرگ بازگشت. پس از بازنشستگی، کارل گیگنباور جای او را گرفت.
شاخهٔ گوشی عصب واگ به افتخار او «عصب آرنولت» نامگذاری شده‌است و او مشاهده کرده بود که تحریک گوش می‌تواند سبب سرفه گردد. «گانگلیون آرنولت» (گانگلیون عصبی گوشی) و «مجرای آرنولت» (در بخش خاره‌ای استخوان گیجگاهی و محل عبور شاخهٔ گوشی عصب واگ) هم به افتخار او نامگذاری شده‌است.
وی در هایدلبرگ یکی از اعضای هیئت مشاورین سلطنتی بود.